# ITF feminino de Colina
O ITF feminino de Colina – ou Copa LP Chile, na última edição – foi um torneio de tênis profissional feminino, de nível ITF W60+H.
Realizado em Colina, no Chile, estreou em 2018 e durou três edições. Os jogos eram disputados em quadras saibro durante o mês de novembro.
Foi introduzido como Copa LP Chile Hacienda Chicureo em 2018, substituído do ITF de Santiago, que teve o mesmo nome comercial no ano anterior. A última edição aconteceu em 2021, sendo promovido ao circuito challenger no ano seguinte.

## Finais

### Simples
| Ano                                                         | Campeã                 | Vice-campeã          | Resultado |
| ----------------------------------------------------------- | ---------------------- | -------------------- | --------- |
| 2021                                                        | Anna Bondár            | Verónica Cepede Royg | 6–2, 6–3  |
| Torneio não realizado em 2020 devido à pandemia de COVID-19 |                        |                      |           |
| 2019                                                        | Elisabetta Cocciaretto | Victoria Bosio       | 6–3, 6–4  |
| 2018                                                        | Xu Shilin              | Paula Ormaechea      | 7–5, 6–3  |

### Duplas
| Ano                                                         | Campeãs                             | Vice-campeãs                     | Resultado        |
| ----------------------------------------------------------- | ----------------------------------- | -------------------------------- | ---------------- |
| 2021                                                        | Arianne Hartono Olivia Tjandramulia | Katharina Gerlach Daniela Seguel | 6–1, 6–3         |
| Torneio não realizado em 2020 devido à pandemia de COVID-19 |                                     |                                  |                  |
| 2019                                                        | Hayley Carter Luisa Stefani         | Anna Danilina Conny Perrin       | 5–7, 6–3, [10–6] |
| 2018                                                        | Quinn Gleason Luisa Stefani         | Bárbara Gatica Rebeca Pereira    | 6–0, 4–6, [10–7] |